# Heteropetalus elegantulus
L'eteropetalo (Heteropetalus elegantulus) è un pesce cartilagineo estinto, vissuto nel Carbonifero medio (circa 320 milioni di anni fa), i cui resti sono stati ritrovati nel ben noto giacimento di Bear Gulch in Montana (USA).

## Descrizione
Lungo solo una decina di centimetri, questo piccolo pesce era dotato di un corpo allungato munito di una grande pinna dorsale, più elevata negli esemplari maschi che nelle femmine, preceduta da una piccola spina. I pochi denticoli dermici erano situati nella parte anteriore del corpo, appena davanti alla pinna dorsale ed esclusivamente nei maschi. Le branchie erano protette da un opercolo (come avviene nei pesci ossei e in altri pesci cartilaginei  come Helodus e le chimere attuali). I denti erano piccoli e di varia forma, ma assomigliavano molto a quelli di un altro gruppo di pesci cartilaginei del Carbonifero, i petalodonti.

## Classificazione

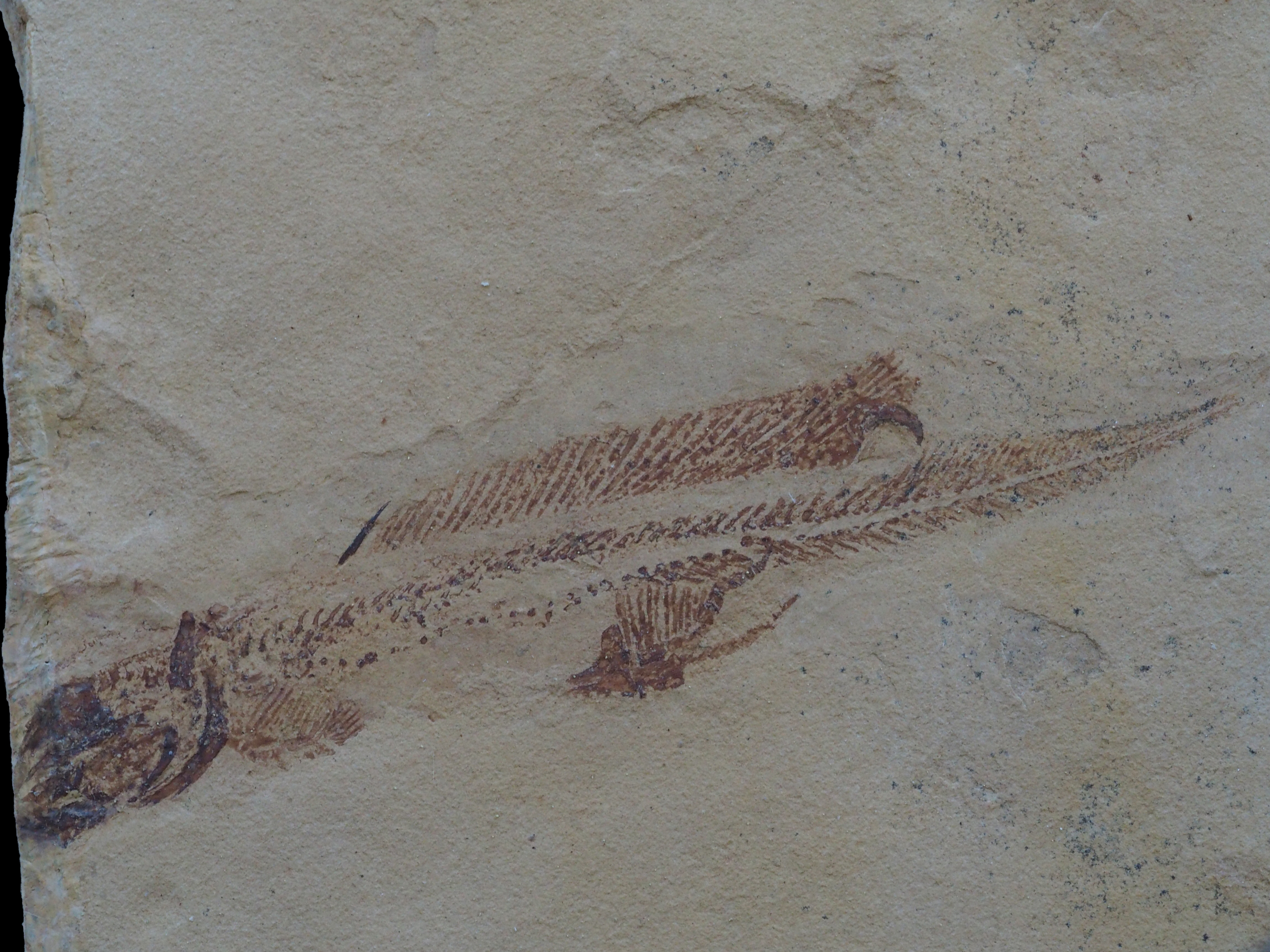
Fossile di Heteropetalus elegantulus

Questo animale era stato inizialmente ascritto al gruppo dei petalodonti (da qui il nome Heteropetalus), ma la scoperta successiva di un fossile completo di petalodonte (Belantsea montana) ha messo in luce notevoli differenze morfologiche; al contrario, ha permesso agli studiosi di intuire che Heteropetalus era strettamente imparentato con un altro pesce cartilagineo di Bear Gulch, Debeerius effelseni.

## Stile di vita
La forma del corpo e la dentatura di Heteropetalus fanno supporre che questo animale fosse un abitatore di bassi fondali, e che conducesse uno stile di vita bentonico. Probabilmente si nutriva di piccoli invertebrati dal guscio e di alghe.